# Jaren Jackson Jr.
Jaren Walter Jackson Jr. (født d. 15. september 1999) er en amerikansk professionel basketballspiller, som spiller for NBA-holdet Memphis Grizzlies. Han har været på All-Star holdet en gang i sin karriere, og blev i 2022-23 sæsonen kåret til Defensive Player of the Year.

## Klubkarriere

### Memphis Grizzlies
Jackson blev valgt med det fjerde valg i 2018 draften af Memphis Grizzlies. Han havde en god start på sin tid i NBA, men døjede dog også med gentagende skader, som begrænsede hans spilletid, og resulterede i, at han kun spillede 11 kampe i 2020-21 sæsonen.
Efter at have misset de første kampe i 2022-23 sæsonen med en skade, så vendte han tilbage i november 2022, og begyndte at spille det bedste basketball i hans karriere til dato. Dette resulterede i, at han kom på All-Star holdet for første gang i hans karriere. Han blev ved sæsonens udgang kåret som Defensive Player of the Year.